# Teoria de Sturm-Liouville
En matemàtiques, una equació de Sturm-Liouville, que pren el seu nom de Jacques Charles François Sturm (1803-1855) i Joseph Liouville (1809-1882), és una equació diferencial lineal de segon ordre de la forma:

(1){\displaystyle -{\frac {d}{dx}}\left[p(x){\frac {dy}{dx}}\right]+q(x)y=\lambda w(x)y}

on les funcions {\displaystyle \ p(x),q(x),w(x)} estan preestablertes, i en el cas més simple són contínues en un interval finit tancat {\displaystyle [a,b]}. El problema generalment ve formulat amb condicions de frontera, és a dir, valors específics de {\displaystyle y} i/o {\displaystyle {\frac {dy}{dx}}} en els extrems {\displaystyle a,b}. La funció {\displaystyle w(x)} és anomenada funció de densitat o funció de pes.
El valor de λ no s'especifica en l'equació; el trobar els valors λ on hi hagi una solució no trivial de l'equació que satisfaci condicions de frontera es denomina el problema de Sturm-Liouville (S-L).
Tals valors de λ són anomenats valors propis del problema de S-L que planteja (1) conjuntament amb les condicions de frontera. Les solucions corresponents són les funcions pròpies o els autovectors del problema. Sota suposicions normals en els coeficients de les funcions {\displaystyle p(x),q(x),w(x)}, aquestes indueixen operadors diferencials hermítics en algunes funcions definides per les condicions de frontera. La teoria resultant de l'existència i el comportament asimptòtic dels valors propis, la teoria qualitativa corresponent de les funcions pròpies i les seves funcions adequades completes es coneix com a teoria de Sturm-Liouville. Aquesta teoria és important en matemàtica aplicada, on els problemes S-L ocorren molt sovint, particularment en resoldre equacions diferencials parcials per separació de variables.

## Teoria de Sturm-Liouville
Quan les condicions de frontera són regulars de la forma

(2){\displaystyle y(a)\cos \alpha -p(a)y^{\prime }(a)\sin \alpha =0}

(3){\displaystyle y(b)\cos \beta -p(b)y^{\prime }(b)\sin \beta =0}

on {\displaystyle p(x)} és diferenciable, les funcions {\displaystyle p(x),q(x),w(x)} són contínues i les funcions {\displaystyle \ p(x),w(x)} són positives sobre l'interval {\displaystyle [a,b]}, i els valors
{\displaystyle \alpha ,\beta } estan en l'interval {\displaystyle [0,\pi [}
la teoria ens indica que
- Els valors propis {\displaystyle \lambda _{n}} del problema de S-L, són valors reals i ben ordenats en el sentit que {\displaystyle \lambda _{1}<\lambda _{2}<\lambda _{3}<\cdots <\lambda _{n}<\cdots \to \infty ;}.
- A cada valor propi {\displaystyle \lambda _{n}} li correspon una única funció pròpia {\displaystyle \ y_{n}(x)} i {\displaystyle \ y_{n}(x)} té exactament {\displaystyle \ n-1} zeros a la frontera {\displaystyle \ (a,b)}.
- Les funcions pròpies són mútuament ortogonals i satisfan la relació d'ortogonalitat

(4){\displaystyle \int _{a}^{b}y_{n}(x)y_{m}(x)w(x)\,dx=0,m\neq n,}

on {\displaystyle \ w(x)} és la funció de pes.
- Un conjunt ortonormal pot ser format si el conjunt de funcions pròpies satisfà la relació d'ortogonalitat

(5){\displaystyle \int _{a}^{b}y_{n}(x)y_{m}(x)w(x)\,dx=\delta _{mn},}

on {\displaystyle \ \delta _{mn}} és la Delta de kronecker.
- Els valors propis del problema de S-L poden ser caracteritzats pel Quocient de rayleigh

{\displaystyle \lambda _{n}={\frac {-p(x)y_{n}(x)y'_{n}(x)|_{a}^{b}+\int _{a}^{b}[py'_{n}(x)^{2}+qy_{n}(x)^{2}]\,dx}{\int _{a}^{b}y_{n}(x)^{2}w(x)\,dx}}}

.

## Forma de Sturm-Liouville
L'equació diferencial

{\displaystyle -{d \over dx}\left[p(x){d \over dx}y(x)\right]+q(x)y(x)=\lambda w(x)y(x)}

es diu que és de la forma de S-L o de la forma autoadjunta. Tota equació diferencial ordinària lineal de segon ordre pot portada a aquesta forma en multiplicar-li per un factor integrant apropiat.

### Exemples
- L'Equació de bessel:

{\displaystyle \ x^{2}y''+xy'+(\lambda ^{2}x^{2}-\nu ^{2})y=0}

pot ser escrita en la forma de S-L així:

{\displaystyle (xy')'+(\lambda ^{2}x-\nu ^{2}/x)y=0.\,}

- L'Equació de legendre:

{\displaystyle (1-x^{2})y''-2xy'+\nu (\nu +1)y=0\;\!}

pot ser transformada fàcilment en una forma de Sturm-Lioville, ja que {\displaystyle \scriptstyle (1-x^{2})'=-2x}; així l'equació de Legendre equivalent és:

{\displaystyle [(1-x^{2})y']'+\nu (\nu +1)y=0\;\!}

- Un altre exemple simple és una equació diferencial de la forma:

{\displaystyle \ x^{3}y'''-xy'+2y=0}

Si dividim per {\displaystyle \ x^{3}} tenim:

{\displaystyle y'''-{x \over x^{3}}y'+{2 \over x^{3}}y=0}

Multiplicand per un factor integrant:

{\displaystyle e^{\int -{x/x^{3}}\,dx}=e^{\int -{1/x^{2}}\,dx}=e^{1/x},}

ens dona

{\displaystyle e^{1/x}y'''-{e^{1/x} \over x^{2}}y'+{2e^{1/x} \over x^{3}}y=0}

que pot posar-se fàcilment en la forma de S-L així:

{\displaystyle De^{1/x}=-{e^{1/x} \over x^{2}}}

que és equivalent a dir:

{\displaystyle (e^{1/x}y')'+{2e^{1/x} \over x^{3}}y=0.}

- En general, donada una equació diferencial

{\displaystyle P(x)y''+Q(x)y'+R(x)y=0\,}

dividida per a {\displaystyle \ P(x)}, multiplicada per un factor integrant tenim la forma de S-L:

{\displaystyle e^{\int {Q(x)/P(x)}\,dx},}

## Operadors diferencials Sturm-Liouville
L'operador lineal:

(6){\displaystyle Lo=-{d \over dx}\left[p(x){du \over dx}\right]+q(x)u}

pot ser vista com la transformació d'una funció {\displaystyle \ u} en una altra funció {\displaystyle \ Lu}. Es pot estudiar aquest operador lineal en el context de l'anàlisi funcional. Si posem {\displaystyle \ w=1} en l'equació (1), podem escriure-la:

(7){\displaystyle Lo=\lambda o\,.}

Aquest és precisament un problema de valors propis; on es tracta de trobar valors propis λ; i vectors propis {\displaystyle \ u} de l'operador {\displaystyle \ L}. Tanmateix, també s'ha d'incloure les condicions de frontera. Com a exemple es dirà que avaluarem el problema en l'interval {\displaystyle \ [0,1]} i es posaran les condicions de frontera{\displaystyle \ u(0)=u(1)=0}.
La importància de problemes de valors propis aquesta en el fet que ens ajuda a resoldre problemes associats inhomogenis:

{\displaystyle Lo=f\,}

en l'interval {\displaystyle \ [0,1]}

{\displaystyle u=0\,}

en 0 i 1.
Aquí {\displaystyle \ f} és la funció en l'espai {\displaystyle \ L^{2}}. Si una solució {\displaystyle \ u} existeix i és única, la hi pot escriure de la forma:

{\displaystyle u=Af\,}

perquè la transformació de {\displaystyle \ f} a {\displaystyle \ u} ha de ser lineal. Ara s'observa que el trobar els vectors propis i els valors propis de {\displaystyle \ A} és essencialment el mateix que trobar els vectors i valors propis de {\displaystyle \ L}. Efectivament, si {\displaystyle \ u} és un vector propi de {\displaystyle \ L} amb valors propis {\displaystyle \lambda } ha d'existir un{\displaystyle \ u} que també és vector propi de {\displaystyle \ A} amb valors propis {\displaystyle {\frac {1}{u}}}.

## Exemple
Es busca una funció o (x) que resolgui el següent problema S-L:

(8){\displaystyle Lo={\frac {d^{2}u}{dx^{2}}}=\lambda u}

en on les incògnites són λ; and o (x). Prenguem per exemple les condicions de frontera
{\displaystyle u(0)=u(\pi )=0\,}
i observem que si k és qualsevol enter, llavors la funció
{\displaystyle u(x)=\operatorname {sen} kx\,}
és una solució amb valor propi λ; = −k ². Sabem que les solucions d'un problema S-L formen una base ortogonal, i de la teoria de les sèries de Fourier sabem que aquest conjunt de funcions sinusoidals és una base ortogonal. Ja que les bases ortogonals per definició són màximes, concloem que aquest problema S-L no té més autovalors.
Amb base en això resolguem el problema inhomogeni
{\displaystyle Lu=x\,}
amb {\displaystyle x\in (0,\pi )} i
amb les mateixes condicions de frontera. En aquest cas hem de posar f (x) = x en formes de sèrie de Fourier. El lector pot verificar, sigui integrant exp(ikx) x dx o consultant una taula de transformades de Fourier, que
{\displaystyle Lo=\sum _{k=1}^{\infty }-2{\frac {(-1)^{k}}{k}}\sin kx.}
Aquesta Sèrie de fourier és problemàtica per les seves males propietats de convergència: no és clar a priori si convergeix puntualment. Pel fet (de la teoria d'anàlisi de Fourier) que els coeficients són quadrat-sumables, la sèrie convergeix en L ², amb el qual n'hi ha prou per a la present discussió. Esmentem per al lector interessat que podem aplicar un resultat que diu que la sèrie de Fourier convergeix en cada punt de diferenciabilidad, i en els punts de salt (per exemple (la funció x, considerada com a funció periòdica, té un salt en n) convergeix a la mitjana dels límits esquerre i dret.
Per tant, per la fórmula (8) obtenim que la solució és
{\displaystyle u=\sum _{k=1}^{\infty }2{\frac {(-1)^{k}}{k^{3}}}\sin kx.}
Podríem haver trobat la solució amb antidiferenciació. Aquesta tècnica dona u=(x3-π²x)/6, la sèrie del qual de Fourier concorda amb la solució que trobem. La tècnica d'antidiferención generalment no és estri per a les equacions diferencials de diverses variables.

## Aplicació a les maneres de vibració normals
Certes equacions en derivades parcials poden resoldre's amb l'ajut de la teoria de S-L. Suposem que ens interessen les maneres de vibració d'una membrana prima, sostinguda en un marc rectangular, 0 &# 8804;x≤L 1, 0 &# 8804; i ≤L ₂. El desplaçament vertical W (x' y' t) de la membrana
és governada per l'equació d'ona:
{\displaystyle {\frac {\partial ^{2}W}{\partial x^{2}}}+{\frac {\partial ^{2}W}{\partial y^{2}}}={\frac {1}{c^{2}}}{\frac {\partial ^{2}W}{\partial t^{2}}}.}
El mètode de separació de variables suggereix buscar primer solucions de la forma senzilla W = X((((x)) ×;Y(i) ×;  T(t). Per a una tal funció Wl'equació en derivades parcials pot escriure's com X" /X+Y"/ Y= (1/ c²) T")) /T. Ja que els tres termes d'aquesta equació són funcions dex,i,tseparadament, han de ser constants. Per exemple, el primer terme dona X "={\displaystyle \lambda }X on{\displaystyle \lambda }és constant. Les condicions de frontera ("sostinguda en un marc rectangular") són W =0 when x =0,L 1 oi =0, L ₂ el qual defineix els problemes de S-L eigenvalue el més senzills possibles com en l'exemple i donen les "solucions de maneres normals" per a W amb dependència harmònica del temps
{\displaystyle W_{mn}(x,y,t)=A_{mn}\sin \left({\frac {m\pi x}{L_{1}}}\right)\sin \left({\frac {n\pi y}{L_{2}}}\right)\cos \left(\omega _{mn}t\right)}
on m,n són enters no nuls, Amn són constants arbitràries i
{\displaystyle \omega _{mn}^{2}=c^{2}\left({\frac {m^{2}\pi ^{2}}{L_{1}^{2}}}+{\frac {n^{2}\pi ^{2}}{L_{2}^{2}}}\right).}
Les funcions Wmn formen una base de l'espai de Hilbert de solucions (generalitzades) de l'equació d'ona; això és, una solució arbitrària W pot descompondre's com a suma d'aquestes maneres, que vibren a freqüències individuals {\displaystyle \omega _{mn}}. Aquesta representació pot requerir una suma infinita convergent.

## Operadors de Sturm-Liouville com operadors Hermítics
Moltes de les propietats dels operadors de S-L venen del fet que aquests són operadors hermítics respecte al producte intern: 

{\displaystyle \langle o,v\rangle _{w}=\int _{a}^{b}w(x)u(x)v(x)dx.}

I així els valors propis dels operadors de S-L són reals i que les funcions pròpies corresponen a diferents valors propis són ortogonals.

## Representació de Solucions i Càlcul Numèric
L'equació de S-L (1) amb condicions de frontera pot resoldre's a la pràctica per una varietat de mètodes numèrics. En casos difícils pot ser necessari dur a terme els càlculs intermedis amb diversos cents de dígits decimals per aconseguir els autovalors correctament a unes quantes xifres.
1. Mètodes de tret. Aquests mètodes funcionen endevinant un valor de λ;, resolent un problema en valors inicials definit per les condicions de frontera en un extrem, diguem a, de l'interval [a,b ], comparant el valor que aquesta solució pren en l'altre extrem b amb l'altra condicion de frontera desitjada i finalment augmentant o reduint λ; segun sigui necessari per corregir el valor original. Aquesta estratègia no és aplicable per trobar eigenvalors complexos.
2. Mètode de diferències finites.
3. El mètode de Sèries de Potències del Paràmetre Espectral. (Spps per les seves sigles en anglès) aplica una generalització del seguiente fet sobre les equacions en derivades ordinàries de segon ordre: si i és una solució que no s'anul·la en cap punt de [a,b ], llavors la funció
  {\displaystyle y(x)\int _{a}^{x}{\frac {dt}{p(t)y(t)^{2}}}} 
és una solució de la mateixa equació i és linealment independent de i. A més, totes les solucions són combinacions lineals d'aquestes dues solucions. En l'algoritme Spps, un ha de començar amb un valor arbitrari λ; 0*(sovintλ; 0*=0; no ha de ser un valor propi) i amb qualsevol solució i 0 de (1)ambλ; =λ 0* la qual no s'anul·li en [a,b ]. (Discussió #CONSTRUCCIÓN D'UNA SOLUCIÓ QUE no s'ANUL·LA|a baix sobre maneres de trobar i 0 iλ;0* apropiats.) Dues successions de funcions
X(n) (t), X ~(n)(t) en [a,b ], que s'anomenaran integrals iterades, es defineixen de manera recursiva com segueix. Primer, quan n =0, es prenen iguals a 1 idènticament en [a,b]. Per obtenir les següents funcions es multipliquen alternativament per 1/(py0²) i wy0² i després s'integren, específicament

(9){\displaystyle X^{(n)}(t)=-\int _{a}^{x}X^{(n-1)}(t)p(t)^{-1}y_{0}(t)^{-2}\,dt}
para n impar, {\displaystyle \int _{a}^{x}X^{(n-1)}(t)y_{0}(t)^{2}w(t)\,dt} per a n senar,

(10){\displaystyle {\tilde {X}}^{(n)}(t)=\int _{a}^{x}{\tilde {X}}^{(n-1)}(t)y_{0}(t)^{2}w(t)\,dt}
per a n senar, {\displaystyle -\int _{a}^{x}{\tilde {X}}^{(n-1)}(t)p(t)^{-1}y_{0}(t)^{-2}\,dt} per a n parell,

quan n >0. Les integrals iterades així obtingudes s'apliquen ara com coeficients en les dues següents sèries de potències enλ; :
< dl>
Llavors per a qualsevol λ; (real o complex), o 0 i o 1 són solucions linealment dependents de l'equació (1) corresponent. (Les funcions pàg. (x) i q (x) participen en aquesta construcció de forma implícita per la seva influència en l'elecció de i 0.)
Ara s'escullen coeficients c 0, c 1 de manera que la combinació i =c0o0 + c 1o 1 satisfaci la primera condició de frontera (2). Això és fàcil de fer perquèX(n) (a) =0 i X~(n) (a) =0, per a n >0. Els valors de X(n)(b) iX~(n) (b) donen els valors de o 0(b) i o 1(b) i de les derivadeso0'(b) i o 1'(b), llavors la segona condició de frontera (3) es converteix en una sèrie de potències en λ;. Per al treball numèric u pot truncar aquesta sèrie a un nombre finit de termes i obtenir un polinomi enλ; calculable, les arrels del qual són aproximacions dels valors propis que es busquen.
Quan λ; = λ 0, això es redueix a la construcció original descrita a dalt per a una solució linealment independent a una donada. Les representacions (9),(10) també tenen aplicacions teòriques en la teoria de S-L.

### Construcció d'una solució que no s'anul·la
El mateix mètode Spps pot usar-se per a trobar una solució inicial i 0. Es consideri l'equació (pi) ' = μ;'qy; i.e. q)) w((, i λes reemplacen en (1) amb 0, - qi μrespectivament. Llavors la funció constant 1 és una solució que no s'anul·la, respecte a l'autovalor μ0=0. Mentre no hi ha grantía queu0 o u1 no s'anul·li, la funció complexa y0= u0+ i' ' o1 mai s'anul·larà perquè dues solucions linealments d'una equació S-L regular no poden anul·lar-se simultàniament (a conseqüència de la unicitat de solucions
per a problemes de valors inicials). Aquest truc dona una solució i 0 de (1) per al valorλ;0=0. A la pràctica, si (1) té coeficients reals, les solucions basades en i 0 tindran parts imaginàries molt petites que s'hauran de descartar.